# Радовин
Радовин је старо српско мушко име; женски облик је Радовинка.

## Познате личности
- Радовин Албијанић, р. 1965, инжењер, директор Комуналног предузећа "17. септембар“
- Радовин Недељковић, др.
- Радовин Лазић